# Hemisphaerotini
Hemisphaerotini (лат.) — триба жуков подсемейства щитоносок (Cassidinae) из семейства листоедов.

## Распространение
Встречается в Неотропике.

## Описание
Мелкие жуки-щитоноски овальной и выпуклой формы (длина тела менее 10 мм). Усики из 11 члеников. Переднеспинка без выступающих вперёд боковых лопастей. Среди кормовых растений представители семейств Arecaceae, Heliconiaceae, Sterculiaceae.

## Классификация
2 рода и около 40 видов. Триба принадлежит к «кассидиновой» линии щитоносок (Cassidinae) и её сближают с Prosopodontini.
- Hemisphaerota Chevrolat in Dejean, 1836
- Spaethiella Barber & Bridwell, 1940